# Sherif Abd Alla
Sherif Abd Alla (* 30. Mai 1987) ist ein ägyptischer Radrennfahrer.
Sherif Abd Alla wurde 2006 bei der Tour du Cameroun, bei der Tour du Sénégal und bei der Tour du Faso mehrmals Etappenzweiter und -dritter. Im nächsten Jahr gewann er bei der Ägypten-Rundfahrt die sechste Etappe nach Scharm El-Scheich. Außerdem wurde er ägyptischer Vizemeister im Straßenrennen hinter Ahmed Rashad. Bei der Ägypten-Rundfahrt 2009 war er auf dem fünften Teilstück erfolgreich.

## Erfolge
2007
- eine Etappe Ägypten-Rundfahrt

2009
- eine Etappe Ägypten-Rundfahrt